# Coppa del Mondo di slalom gigante parallelo
La Coppa del Mondo di slalom gigante parallelo è un trofeo assegnato annualmente dalla Federazione Internazionale Sci (FIS), a partire dalla stagione 1999/00, allo snowboarder ed alla snowboarder che ottiene il punteggio complessivo più alto nelle gare di slalom gigante parallelo del circuito della Coppa del Mondo di snowboard.
Il punteggio ottenuto in questa disciplina, sommato a quello ottenuto nello slalom parallelo, anch'esso assegnate di una Coppa del Mondo, andrà a definire la classifica della Coppa del Mondo di parallelo.

## Albo d'oro
| Stagione  | Uomini                 | Uomini    | Donne                          | Donne     |
| Stagione  | Vincitore              | Nazionale | Vincitrice                     | Nazionale |
| --------- | ---------------------- | --------- | ------------------------------ | --------- |
| 1999/2000 | Mathieu Bozzetto       | Francia   | Isabelle Blanc                 | Francia   |
| 2000/2001 | non assegnata          | -         | non assegnata                  | -         |
| 2001/2002 | Dejan Košir            | Slovenia  | Isabelle Blanc (2)             | Francia   |
| 2002/2003 | non assegnata          | -         | non assegnata                  | -         |
| 2003/2004 | non assegnata          | -         | non assegnata                  | -         |
| 2004/2005 | non assegnata          | -         | non assegnata                  | -         |
| 2005/2006 | non assegnata          | -         | non assegnata                  | -         |
| 2006/2007 | non assegnata          | -         | non assegnata                  | -         |
| 2007/2008 | non assegnata          | -         | non assegnata                  | -         |
| 2008/2009 | non assegnata          | -         | non assegnata                  | -         |
| 2009/2010 | non assegnata          | -         | non assegnata                  | -         |
| 2010/2011 | non assegnata          | -         | non assegnata                  | -         |
| 2011/2012 | non assegnata          | -         | non assegnata                  | -         |
| 2012/2013 | Andreas Prommegger     | Austria   | Marion Kreiner                 | Austria   |
| 2013/2014 | Lukas Mathies          | Austria   | Patrizia Kummer                | Svizzera  |
| 2014/2015 | Žan Košir              | Slovenia  | Marion Kreiner (2)             | Austria   |
| 2015/2016 | Andrej Sobolev         | Russia    | Ester Ledecká                  | Rep. Ceca |
| 2016/2017 | Radoslav Jankov        | Bulgaria  | Alëna Zavarzina                | Russia    |
| 2017/2018 | Nevin Galmarini        | Svizzera  | Ester Ledecká                  | Rep. Ceca |
| 2018/2019 | Tim Mastnak            | Slovenia  | Ester Ledecká (3)              | Rep. Ceca |
| 2019/2020 | Roland Fischnaller     | Italia    | Ramona Theresia Hofmeister     | Germania  |
| 2020/2021 | Roland Fischnaller     | Italia    | Ramona Theresia Hofmeister     | Germania  |
| 2021/2022 | Stefan Baumeister      | Germania  | Ramona Theresia Hofmeister     | Germania  |
| 2022/2023 | Roland Fischnaller (3) | Italia    | Ramona Theresia Hofmeister     | Germania  |
| 2023/2024 | Benjamin Karl          | Austria   | Ramona Theresia Hofmeister (5) | Germania  |
| 2024/2025 | Maurizio Bormolini     | Italia    | Tsubaki Miki                   | Giappone  |